# Kríže
Kríže este o comună slovacă, aflată în districtul Bardejov din regiunea Prešov. Localitatea se află la altitudinea de 560 m deasupra n.m., se întinde pe o suprafață de 14,94 km2 și în 2017 număra 68 de locuitori. Se învecinează cu comuna Bogliarka.

## Istoric
Localitatea Kríže este atestată documentar din 1635.

## Demografie
| An:                | 1994 | 2004    | 2014   | 2024    |
| ------------------ | ---- | ------- | ------ | ------- |
| Număr de persoane: | 64   | 79      | 74     | 56      |
| Diferență:         |      | +23,43% | −6,32% | −24,32% |

| An:                | 2023 | 2024   |
| ------------------ | ---- | ------ |
| Număr de persoane: | 62   | 56     |
| Diferență:         |      | −9,67% |